# Oligosita magnifica
Oligosita magnifica är en stekelart som beskrevs av Dozier 1937. Oligosita magnifica ingår i släktet Oligosita och familjen hårstrimsteklar.
Artens utbredningsområde är Puerto Rico. Inga underarter finns listade i Catalogue of Life.